# إم إس أيونا
إم إس أيونا (بالإنجليزية: MS Iona) هي سفينة سياحية من فئة إكسلانس في الخدمة لشركة بي آند أو للرحلات البحريةالتابعة لشركة كارنيفال كوربرايشن. بناها ماير ويرفت في بابنبورغ في ألمانيا، تم تسليمها في أكتوبر 2020، لتصبح حاملة الراية الجديد لإسطول بي آند أو للرحلات البحرية.
تعتبر هذه السفينة هي الأكبر على الإطلاق التي يتم تشغيلها بواسطة الشركة بحمولة إجمالية تبلغ 184،089 طنًا،  وتعمل خصيصًا للسوق البريطانية. هي الأولى من بين سفينتين متطابقتين تم بناؤها ومن المقرر أن تدخل السفينة الأخرى الخدمة في عام 2022. 

## نبذة
في 6 سبتمبر 2016 ، أعلنت شركة كارنيفال كوربرايشن توقيع اتفاقية مع ماير ويرفت لتصنيع سفينة سياحية سعة 5200 راكب لصالح شركة بي آند أو، على أن تكون جاهزة لأول رخلة لها في عام 2020. خطط للسفينة أن تكون الأكبر في تاريخ بي آند أو بحمولة 180،000 طن وتشغيلها باستخدام الغاز الطبيعي المسال، مما يجعلها أول سفينة تعمل بالغاز الطبيعي المسال مخصصة للسوق البريطانية. في 24 مايو 2018 أُعلن عن تسمية السفينة بإسم إيونا نسبة إلى جزيرة إيونا الاسكتلندية. 
بدأ بناء السفينة في 25 أبريل 2018 بحفل قطع الفولاذ في بابنبورغ.  تم تعويم إيونا من الحوض الجاف في 14 فبراير 2020.  وخضعت للتجهيز النهائي في حوض السفن قبل نقلها عبر نهر إمس إلى إيمسهافن في 18 مارس 2020 وتبدأ في تجاربها البحرية في بحر الشمال بعد فترة وجيزة.  توقفت أعمال التجارب بسبب جائحة فيروس كورونا 2020. وفي 30 مايو 2020 غادرت إيونا بريمرهافن إلى روتردام لإجراء تجربة بحرية ودخلت الحوض الجاف في حوض بناء السفن دامن في روتردام في 2 يونيو لمواصلة أعمال الفحص. وفي النهاية تم تسليمها في 9 أكتوبر 2020. 
يوجد في إيونا 17 مطعمًا مختلفًا، و 12 حانة متنوعة.  لديها أيضًا 16 منزلق دوامة مائية و4 حمامات سباحة أحدها يقع أسفل قبة الفضاء، وهو مكان ترفيهي تعلوه قبة زجاجية تزن 105 أطنان تحتوي على 340 لوح ،بمساحة 970 مترًا مربعًا مع مسرح قابل للحركة لتقديم العروض.  يشتمل مركز السفينة أيضًا على ردهة بارتفاع ثلاثة طوابق محاطة بألواح زجاجية.
تتكون السفينة من 18 طابقًا إجماليًا بطول 344.5 مترًا (1130 قدمًا) وعرض 42 مترًا (138 قدمًا) بقوة قصوى 61.7 ميغاواط (82700 حصان).  ويوفر نظام الطاقة معًا للسفينة سرعة إبحار تبلغ 17 عقدة (31 كم/ساعة ،20 ميلاً في الساعة) مدعوم بالغاز الطبيعي المسال (LNG).  وتستضيف 5206 راكبا و 1762 من أفراد الطاقم.  تم تصميم أيونا بحيث لا ينبعث منها انبعاثات ثاني أكسيد الكبريت وجزيئات السخام.